# Erich Mues
Erich „Priemchen“ Mues war ein deutscher Fußballspieler.

## Karriere
Mues gehörte von 1904 bis 1908 dem FuCC Eintracht 1895 Braunschweig, mit Umbenennung am 12. Oktober 1906, dem FC Eintracht von 1895 an, und kam in der vom Norddeutschen Fußball-Verband organisierten Endrunde um die Norddeutsche Meisterschaft 1906 – als Meister des Fußballbundes für das Herzogtum Braunschweig – zum Einsatz. Das Finale wurde jedoch mit 2:5 gegen den SC Victoria Hamburg verloren; so erging es ihm und seiner Mannschaft auch im Folgejahr, als man mit 1:6 gegen den Vorjahressieger unterlag. Die Saison 1907/08 war über die Bezirksmeisterschaft hinaus, auch mit der Meisterschaft in Norddeutschland gekrönt, da er und seine Mannschaft am 12. April 1908 mit 3:1 den SC Victoria Hamburg bezwingen konnten. 
Mit der zuvor im Fußballbund für das Herzogtum Braunschweig 1905 errungenen Meisterschaft und der aus dem Jahr 1908 errungenen Norddeutschen Meisterschaft bestritt er infolgedessen auch die Endrundenspiele um die Deutsche Meisterschaft. Nach den beiden erfolgreich abgeschlossenen Ausscheidungsspielen gegen den Hannoverschen Fußball-Club von 1896 und den Magdeburger FC Viktoria 1896 unterlag er mit der Braunschweiger Mannschaft am 14. Mai 1905 im Viertelfinale dem späteren Meister Berliner TuFC Union 1892 mit 1:4, nachdem man mit 1:0 geführt hatte. Im Viertelfinale am 3. Mai 1908 unterlag er mit seinem Verein im Hamburger Stadion Hoheluft dem Duisburger SpV mit 0:1 durch das Tor von Willi van der Weppen; er selbst scheiterte zuvor mit einem Strafstoß an Gottfried Hinze.

## Erfolge
- Norddeutscher Meister 1908
- Bezirksmeister Braunschweig 1908
- Meister des Fußballbundes für das Herzogtum Braunschweig 1905, 1906, 1907